# Dolné Vestenice
Dolné Vestenice (deutsch Unterwestenitz, ungarisch Alsóvesztény – bis 1907 Alsóvesztenic) ist ein Ort und eine Gemeinde im Okres Prievidza des Trenčiansky kraj in der West-Mitte der Slowakei, mit 2374 Einwohnern (31. Dezember 2024).

## Geographie

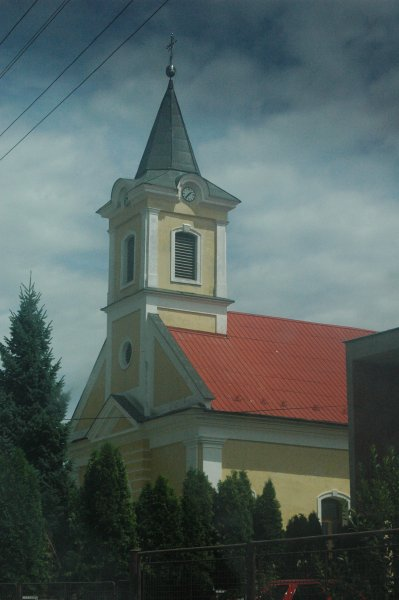
Kapelle

Die Gemeinde liegt im nordöstlichen Ausläufer des slowakischen Donauhügellands am Südhang des Gebirges Strážovské vrchy an der rechtsufrigen Seite des Flusses Nitrica. Dolné Vestenice liegt an der Straße 1. Ordnung 9, zwischen Prievidza, 20 Kilometer nach Osten und Bánovce nad Bebravou, 14 Kilometer nach Westen.
Nachbargemeinden sind Uhrovské Podhradie im Norden, Horné Vestenice im Osten, Nitrica im Südosten, Skačany im Süden, Hradište im Südwesten sowie Uhrovec im Westen und Nordwesten.

## Geschichte
Das Gemeindegebiet war schon im 11. Jahrhundert besiedelt, die erste schriftliche Erwähnung stammt aber erst aus dem Jahr 1349, wo der Ort als Wezthernicz Inferior erwähnt wird. Das Gebiet gehörte zum Herrschaftsgut von Skačany, seit 1777 dann zum Neutraer Kapitel. 1828 zählte man 92 Häuser und 638 Einwohner. 1892 wurde hier ein Werk zur Herstellung von Spazierstöcken, Hüten und Teppichen gegründet.
Bis 1918 gehörte der im Komitat Neutra liegende Ort zum Königreich Ungarn und kam danach zur Tschechoslowakei beziehungsweise heute Slowakei.

## Bevölkerung
| Jahr                | 1994 | 2004    | 2014    | 2024    |
| ------------------- | ---- | ------- | ------- | ------- |
| Anzahl der Personen | 2704 | 2686    | 2593    | 2374    |
| Unterschied         |      | −0,66 % | −3,46 % | −8,44 % |

| Jahr                | 2023 | 2024    |
| ------------------- | ---- | ------- |
| Anzahl der Personen | 2388 | 2374    |
| Unterschied         |      | −0,58 % |

Nach der Volkszählung 2011 wohnten in Dolné Vestenice 2611 Einwohner, davon 2484 Slowaken, 31 Tschechen, drei Magyaren, zwei Mährer sowie jeweils ein Deutscher, Kroate, Russe und Serbe. Ein Einwohner gab eine andere Ethnie an und 86 Einwohner machten keine Angabe zur Ethnie.
2039 Einwohner bekannten sich zur römisch-katholischen Kirche, 26 Einwohner zur Evangelischen Kirche A. B., fünf Einwohner zur griechisch-katholischen Kirche, jeweils drei Einwohner zu den christlichen Gemeinden, zur evangelisch-methodistischen Kirche und zur reformierten Kirche sowie jeweils ein Einwohner zur Bahai-Religion, zu den Zeugen Jehovas, zur orthodoxen Kirche und zur tschechoslowakischen hussitischen Kirche; zehn Einwohner bekannten sich zu einer anderen Konfession. 262 Einwohner waren konfessionslos und bei 256 Einwohnern wurde die Konfession nicht ermittelt.

## Bauwerke und Denkmäler
- Kapelle Unbefleckte Empfängnis Mariä aus dem Jahr 1894

## Wirtschaft
In Dolné Vestenice ist das Gummiunternehmen Vegum a.s. ansässig, das die seit 1952 bestehende Gummifabrik am linken Ufer der Nitrica betreibt.

## Söhne und Töchter der Gemeinde
- Jozef M. Kirschbaum (1913–2001), Politiker, Diplomat und Slowakist
- Oskar Singer (1899–1972), Architekt